# Senobasis fluke
Senobasis fluke är en tvåvingeart som beskrevs av Carrera 1952. Senobasis fluke ingår i släktet Senobasis och familjen rovflugor.
Artens utbredningsområde är Ecuador. Inga underarter finns listade i Catalogue of Life.